# Filmfare Awards (2016)
61-я церемония награждения Filmfare Awards проводилась 15 января 2016 года, в городе Бомбей. На ней были отмечены лучшие киноработы на хинди, вышедшие в прокат до конца 2015 года. Ведущими церемонии стали Капил Шарма и Шах Рукх Кхан

## Победители и номинанты
Номинанты были названы 11 января, 2016 года.

## Награды и номинации

### Главные награды
| Лучший фильм | Лучшая режиссёрская работа |
| --- | --- |
| - Баджирао и Мастани - Санджай Лила Бхансали, Кишор Лулла - Бадлапур - Динеш Виджан, Сунил Лула - Брат Баджранги - Салман Кхан, Rockline Venkatesh - Пику - Н.П. Сингх, Ронни Лахири, Снеха Раджани - Виновен - Винит Джайн, Vishal Bhardwaj - Свадьба Тану и Ману. Возвращение - Кришика Лулла, Сунил Лула                                                 | - Санджай Лила Бхансали – Баджирао и Мастани - Ананд Рай – Свадьба Тану и Ману. Возвращение - Кабир Кхан – Брат Баджранги - Мегна Гульзар – Виновен - Шуджит Сиркар – Пику - Шрирам Рагхаван – Бадлапур |
| Лучший актёр | Лучшая актриса |
| - Ранвир Сингх – Баджирао и Мастани в роли Bajirao I - Салман Кхан – Брат Баджранги в роли Pawan Kumar "Bajrangi" Chaturvedi - Амитабх Баччан – Пику в роли Bhashkor Banerjee - Варун Дхаван – Бадлапур в роли Raghav "Raghu" Pratap Singh - Ранбир Капур – Спектакль в роли Ved Vardhan Sahni - Shahrukh Khan – Влюблённые в роли Raj Randhir Bakshi/Kaali | - Дипика Падукон – Пику в роли Пику Banerjee - Анушка Шарма – Национальная трасса 10 в роли Meera - Дипика Падукон – Баджирао и Мастани в роли Mastani - Каджол – Влюблённые в роли Meera Dev Malik - Кангана Ранаут – Свадьба Тану и Ману. Возвращение в роли Tanuja "Tanu" Trivedi / Kumari "Kusum" Sangwan (Datto) - Сонам Капур – Паланкин Долли в роли Dolly / Madhuri / Priya / Bhagyashree |
| Мужская роль второго плана | Женская роль второго плана |
| - Анил Капур – Пусть сердце бьётся в роли Kamal Mehra - Дипак Добриял – Свадьба Тану и Ману. Возвращение в роли Pappi - Джимми Шергилл – Свадьба Тану и Ману. Возвращение в роли Raja Awasthi - Навазуддин Сиддикуи – Бадлапур в роли Liak Mohammed Tungrekar - Санджай Мишра – Улетай один в роли Vidyadhar Pathak                                         | - Приянка Чопра – Баджирао и Мастани в роли Kashibai - Анушка Шарма – Пусть сердце бьётся в роли Farah Ali - Хума Куреши – Бадлапур в роли Jhimli - Shefali Shah – Пусть сердце бьётся в роли Neelam Mehra - Табу - Видимость в роли Inspector General Meera Deshmukh - Танви Азми – Баджирао и Мастани в роли Radha Maa                                                                          |
| Лучший мужской дебют | Лучший женский дебют |
| - Sooraj Pancholi – Герой в роли Sooraj Kaushik | - Бхуми Педнекар – Моя невеста XXL в роли Sandhya Verma |
| Лучшая музыка к песне для фильма | Лучшие слова к песне для фильма |
| - Amaal Mallik, Анкит Тивари, Meet Bros Anjjan – Рой - Анупам Рой – Пику - А.Р. Рахман – Спектакль - Притам – Влюблённые - Шанкар-Эхсан-Лой – Пусть сердце бьётся - Санджай Лила Бхансали – Баджирао и Мастани | - Иршад Камиль – "Agar Tum Saath Ho" – Спектакль - Амитабх Бхаттачария – "Gerua" – Влюблённые - Анвита Датт Гуптан – "Gulaabo" – Великолепные - Гулзар – "Zinda" – Виновен - Кумаар – "Sooraj Dooba Hain" – Рой - Варун Гровер – "Moh Moh Ke Dhaage" – Моя невеста XXL |
| Лучший мужской закадровый вокал | Лучший женский закадровый вокал |
| - Arijit Singh – "Sooraj Dooba Hain" – Рой - Анкит Тивари – "Tu Hai Ki Nahi" – Рой - Arijit Singh – "Gerua" – Влюблённые - Атиф Аслам – "Jeena Jeena" – Бадлапур - Вишал Дадлани – "Gulaabo" – Великолепные - Angaraag Mahanta – "Moh Moh Ke Dhage" – Моя невеста XXL                                                                                       | - Shreya Ghoshal – "Deewani Mastani" – Баджирао и Мастани - Alka Yagnik – "Agar Tum Saath Ho" – Спектакль - Anusha Mani – "Gulaabo" – Великолепные - Монали Тхакур – "Moh Moh Ke Dhange" – Моя невеста XXL - Palak Muchhal – "Prem Ratan Dhan Payo" – Неуловимый Прем - Priya Saraiya – "Sun Saathiya" – Все могут танцевать 2                                                                    |

### Награды критиков
| Лучший фильм            | Лучший фильм                                        |
| ----------------------- | --------------------------------------------------- |
| - Пику – Шуджит Сиркар  |                                                     |
| Лучший актёр            | Лучшая актриса                                      |
| - Амитабх Баччан - Пику | - Кангана Ранаут - Свадьба Тану и Ману. Возвращение |

### Технические награды
| Лучший сюжет                                                         | Лучший сценарий                     |
| -------------------------------------------------------------------- | ----------------------------------- |
| - Виджаендра Прасад - Брат Баджранги                                 | - Джухи Чатурведи - Пику            |
| Лучший диалог в фильме                                               | Лучший монтаж                       |
| - Himanshu Sharma – Свадьба Тану и Ману. Возвращение                 | - А. Шрикар Прасад – Виновен        |
| Лучшая хореография                                                   | Лучшая операторскую работу          |
| - Birju Maharaj для Mohe Rang Do Laal – Баджирао и Мастани           | - Manu Anand – Моя невеста XXL      |
| Лучшая работа художника-постановщика                                 | Лучший звук                         |
| - Суджит Савант, Шрирам Лингер и Салони Дхатрак - Баджирао и Мастани | - Shajith Koyeri – Виновен          |
| Лучший дизайн костюмов                                               | За влияние в киноиндустрии          |
| - Anju Modi and Maxima Basu – Баджирао и Мастани                     | - Анупам Рой – Пику                 |
| Лучшие спецэффекты                                                   | Лучшая постановка боевых сцен       |
| - Prana Studios – Бомбейский бархат                                  | - Sham Kaushal – Баджирао и Мастани |

### Специальные награды
| Пожизненные достижения         |
| ------------------------------ |
| - Моушуми Чаттерджи            |
| Награда имени Р. Д. Бурмана    |
| - Армаан Малик                 |
| Лучший режиссёрский дебют      |
| - Нирадж Гхайван - Улетай один |

## Наибольшее количество номинаций и побед
Номинации:
- Баджирао и Мастани - 12
- Пику - 8
- Свадьба Тану и Ману. Возвращение - 7
- Бадлапур - 6
- Пусть сердце бьётся, Влюблённые, Моя невеста XXL, Виновен - 5
- Рой , Спектакль, Брат Баджранги - 4
- Великолепные - 3

Победители:
- Баджирао и Мастани - 9
- Пику - 5
- Моя невеста XXL, Рой, Виновен, Свадьба Тану и Ману. Возвращение - 2

Телевещание
Церемония награждения была показана 7 февраля 2016 на телеканале Sony Television.